# نهر إيتاكيونس
نهر إيتاكيونس (Rio Itacaiúnas) هو نهر من ولاية بارا في شمال وسط البرازيل .
جزء من حوض النهر يقع في غابة تابرابيه الوطنية، على بعد 196,504 ساعات (707,410 كـثا) من وحدة الحفظ المستدامة التي تم إنشاؤها في عام 1989 